# أوكسيدوسكوالين
(-2,3-أوكسيدوسكوالين) ((-2,3-ايبوكسي سكوالن)) هو مركب وسطي في تصنيع سلائف سترول للغشاء الخلوي لانوستيرول وسايكلوارتينول،  وكذلك سابونين.  يتكون عندما  السكوالين يتأكسد عبر انزيم سكوالين مونو أوكسيجينيز.  أوكسيدو سكوالين الركيزة لعدة أوكسيدوسكوالين، وتتضمن لانوستيرول المصنع، الذي ينتج لانوستيرول، وحدة البناء ل الكوليستيرول.
المتصاوغ 2,3-(R)-أوكسيدوسكوالين هو المثبط ل لانوستيرول المصنع.

## روابط خارجية
- Oxidosqualene cyclase, PDB December 2007 Molecule of the Month